# Cục Vũ trụ Quốc gia Trung Quốc
Cục Vũ trụ Quốc gia Trung Quốc (CNSA) là cơ quan vũ trụ quốc gia của Trung Quốc. Nó chịu trách nhiệm cho chương trình không gian quốc gia về việc lập kế hoạch và phát triển các hoạt động không gian. CNSA và Tập đoàn hàng không vũ trụ Trung Quốc (CASC) hiện tại có trách nhiệm quản lý và phát triển không gian mà trước đây công việc này do Bộ Công nghiệp hàng không vũ trụ nắm giữ. Đây là một cơ quan trực thuộc của Cục Quản lý Khoa học, Công nghệ và Công nghiệp Quốc phòng (SASTIND), là một cơ quan trực thuộc của Bộ Công nghiệp và Công nghệ Thông tin (MIIT).
Trụ sở chính đặt tại quận Hải Điến, Bắc Kinh.

## Lịch sử
CNSA là một cơ quan được thành lập vào năm 1993 khi Bộ Công nghiệp Hàng không Vũ trụ được tách thành CNSA và Tập đoàn Hàng không Vũ trụ Trung Quốc (CASC). Bộ Công nghiệp Hàng không Vũ trụ là chịu trách nhiệm cho chính sách, trong khi CASC là chịu trách nhiệm thực thi. Sự sắp xếp này tỏ ra không thỏa đáng vì hai cơ quan này trên thực tế là một cơ quan lớn chia sẻ cả nhân sự và quản lý.
Là một phần của tái cấu trúc lớn vào năm 1998, CASC được chia thành một số công ty nhà nước nhỏ hơn. Ý định là tạo ra một hệ thống tương tự như đặc điểm mua sắm quốc phòng phương Tây, trong đó các thực thể là cơ quan chính phủ, thiết lập chính sách hoạt động, sau đó sẽ ký hợp đồng yêu cầu hoạt động của họ với các thực thể thuộc sở hữu của chính phủ, nhưng không phải do chính phủ quản lý.
Trong năm 2021, Nga, Trung Quốc ký thỏa thuận hợp tác xây dựng trạm vũ trụ Mặt Trăng. Trạm vũ trụ trên Mặt Trăng sẽ được thiết kế theo mô hình tổ hợp các cơ sở nghiên cứu thử nghiệm được tạo ra trên bề mặt hoặc trên quỹ đạo của Mặt Trăng.

## Chức năng
CNSA được thành lập như một tổ chức chính phủ nhằm phát triển và thực hiện các nghĩa vụ quốc tế của Trung Quốc, với sự chấp thuận của Đại hội Nhân dân toàn quốc lần thứ VIII (NPC). NPC thứ chín đã chỉ định CNSA là một cấu trúc nội bộ của Ủy ban Khoa học, Công nghệ và Công nghiệp Quốc phòng (COSTIND). CNSA đảm nhận các trách nhiệm chính sau đây: ký kết các thỏa thuận chính phủ trong khu vực vũ trụ thay mặt cho các tổ chức, trao đổi khoa học và kỹ thuật liên chính phủ, đồng thời chịu trách nhiệm thực thi các chính sách vũ trụ quốc gia, quản lý khoa học, công nghệ và công nghiệp vũ trụ quốc gia.
Cho đến nay, Trung Quốc đã ký thỏa thuận hợp tác không gian của chính phủ với Brazil, Chile, Pháp, Đức, Ấn Độ, Ý, Pakistan, Nga, Ukraine, Vương quốc Anh, Hoa Kỳ và một số quốc gia khác. Những thành tựu quan trọng đã được ghi nhận trong các cuộc trao đổi hợp tác song phương, đa phương và công nghệ.
Quản trị viên của CNSA được bổ nhiệm bởi Hội đồng Nhà nước.